# ヴィンス・メンドーザ

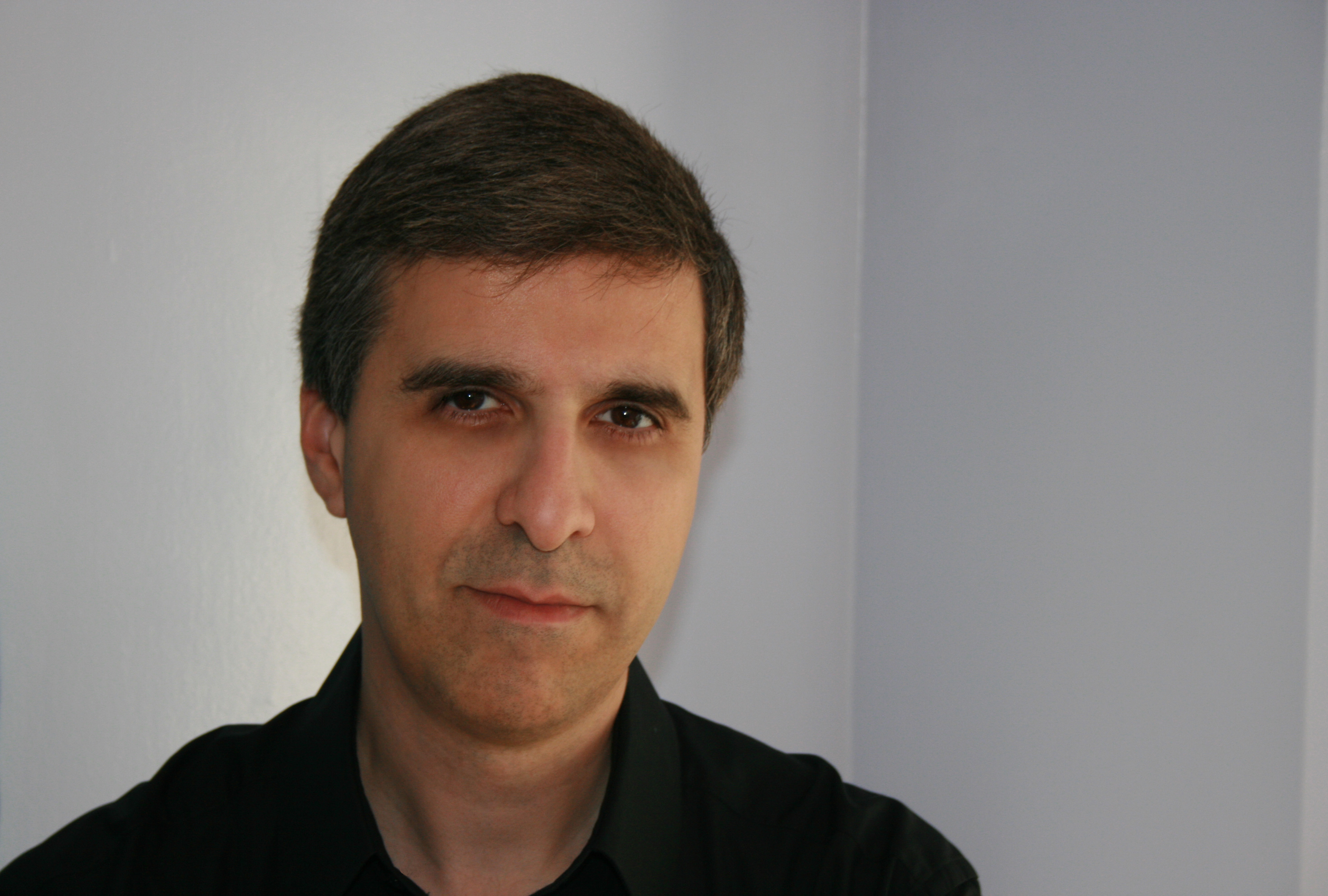
ヴィンス・メンドーザ

ヴィンス・メンドーザ（Vince Mendoza、1961年 - ）は、アメリカ合衆国コネチカット州出身の作曲家、編曲家および指揮者である。
様々な音楽ジャンルに通じているメンドーザは、ロビー・ウィリアムズ、ビョーク、エルヴィス・コステロ、ジョニ・ミッチェルらの多様な音楽の編曲を手がけている。特にジョニ・ミッチェルのふたつのアルバムは、グラミー賞を受賞している。

## 来歴
メンドーザは幼少期からクラッシック・ギターとピアノを学び、高校からはトランペットに切り替えてクラシック音楽、ソウル、ジャズに親しんだ。オハイオ州立大学に進学してジャズ・アンサンブルやコンサート・バンドに参加した。1983年、作曲において学士号を取得。南カリフォルニア大学ソーントン・スクール・オブ・ミュージック (USC Thornton School of Music) 大学院に進学してピーター・アースキンに師事。作曲において修士号を取得した。
1989年、録りためてきた自作曲の演奏を取りまとめて、日本のファンハウス・レーベルから自身名義のアルバム『Vince Mendoza』でデビュー。
メンドーザの曲はゲイリー・バートン、パット・メセニー、マイケル・ブレッカー、チャーリー・ヘイデン、ランディ・ブレッカー、ピーター・アースキンらジャズ・ミュージシャンによって演奏されている。

## ディスコグラフィ

### リーダー作品
- Vince Mendoza（1985年～1988年録音）(Funhouse) 1989年。のち (2 Steps) 1994年。
- Start Here（1989年11月録音）(Funhouse) 1990年
- Instructions Inside（1991年3月録音）(Manhattan) 1991年
- The Mendoza/Mardin Project名義, Jazzpaña（1992年7月録音）(ACT) 1993年
- Sketches（1993年11月、12月録音）(ACT) 1994年
- The WDR Big Band Cologneと共同名義, Caribbean Night (BHM) 1997年
- ロンドン交響楽団と共同名義, Epiphany (Zebra Acoustic) 1999年
- Blauklang（2007年7月録音）(ACT) 2008年
- El Viento: The Garcia Lorca Project（2008年2月録音）(ACT) 2009年
- メトロポール・オーケストラと共同名義, Fast City: A Tribute to Joe Zawinul（2008年1月、6月録音）(BHM) 2010年（featuring ジョン・スコフィールド）
- メトロポール・オーケストラと共同名義, 54（2009年3月録音）(EmArcy) 2010年（Featuring ジョン・スコフィールド。第53回グラミー賞（最優秀インストゥルメンタル編曲 "Carlos"）所収。）
- Danish Radio Big Bandと共同名義, The Phoenix (Red Dot) 2010年
- 『ナイト・オン・アース』 - Nights on Earth（2010年2月～7月録音）(Horizontal) 2011年
- メトロポール・オーケストラと共同名義, Perfect Vision: The Esquivel Sound（2012年録音）(Basta) 2013年
- The WDR Big Band Cologneと共同名義, Homecoming（2014年11月録音）(Sunnyside) 2017年

### 編曲・指揮
メトロポール・オーケストラ
- バート・ヴァン・ライアー, Twilight (Koch Jazz) 1998年
- エルヴィス・コステロ, My Flame Burns Blue (Deutsche Grammophon) 2006年（ライヴ）
- トレインチャ・オーステルハウス, The Look of Love – Burt Bacharach Songbook (Blue Note) 2006年
- トレインチャ・オーステルハウス, Best of Burt Bacharach Live (Blue Note/EMI) 2009年
- ジム・ビアード, Revolutions (Sunnyside) 2009年
- クリス・ミン・ドーキー、ラリー・ゴールディングス（英語版）、ピーター・アースキン, 『夢風景』 - Scenes from a Dream (Red Dot) 2010年
- アル・ジャロウ, 『アル・ジャロウ・アンド・ザ・メトロポール・オルケスト：ライヴ 』 - Al Jarreau and the Metropole Orkest Live (Concord) 2012年
- ラウル・ミドン, 『イフ・ユー・リアリー・ウォント』 - If You Really Want (Artistry Music) 2018年（第61回グラミー賞 最優秀ジャズ・ボーカル・アルバム）

The WDR Big Band Cologne
- ランディ・ブレッカー、マイケル・ブレッカー, 『サム・スカンク・ファンク』 - Some Skunk Funk (Telarc) 2005年（第49回グラミー賞 最優秀ラージ・ジャズ・アンサンブル・アルバム）
- ジョー・ザヴィヌル, Brown Street (Heads Up International) 2006年（CD 2枚組。第50回グラミー賞 最優秀インストゥルメンタル編曲 "In a Silent Way" 所収。）
- チャノ・ドミンゲス, Soleando (Jazzline) 2015年

その他
- オハイオ州立大学・ジャズ・アンサンブル, Music to Clean the Garage By (記載なし) 1981年
- オハイオ州立大学・ジャズ・アンサンブル,  Ozone Park（1982年5月、1983年4月録音）(OSUJE) 1983年
- ピーター・アースキン, 『トランジション』 - Transition（1986年10月録音）(Denon) 1987年
- ピーター・アースキン, 『モーション・ポエット』 - Motion Poet（1988年4月～5月録音）(Denon) 1988年
- アル・ディ・メオラ, 『ワールド・シンフォニア』 - World Sinfonia（1990年10月録音）(Tomato, Jimco) 1991年
- イエロージャケッツ, 『グリーンハウス』 - Greenhouse（1990年10月録音）(MCA) 1991年
- ジミー・ハスリップ, Arc (GRP) 1993年
- ジョニ・ミッチェル, 『ある愛の考察～青春の光と影』 - Both Sides Now (Reprise) 2000年（第43回グラミー賞 最優秀インストゥルメンタル編曲（ボーカルあり）"Both Sides Now" 所収）
- ビョーク, 『セルマソングス〜ミュージック・フロム・ダンサー・イン・ザ・ダーク』 - Selmasongs: Music from the Motion Picture Soundtrack 'Dancer in the Dark' (One Little Indian) 2000年
- ビョーク, 『ヴェスパタイン』 - Vespertine (One Little Indian) 2001年
- ジョニ・ミッチェル,　『トラヴェローグ』 - Travelogue (Nonesuch) 2002年（第46回グラミー賞 最優秀インストゥルメンタル編曲（ボーカルあり）"Woodstock" 所収）
- メロディ・ガルドー（英語版）, 『マイ・オンリー・スリル』 - My One and Only Thrill (Verve) 2009年
- ニルス・ラングレン（英語版）, Some Other Time: A Tribute to Leonard Bernstein（2015年11月録音）(ACT) 2016年

## 受賞歴
グラミー賞
- 第43回グラミー賞（2000年分） 最優秀インストゥルメンタル編曲（ボーカルあり） "Both Sides Now"（ジョニ・ミッチェル『ある愛の考察～青春の光と影』所収）
- 第46回グラミー賞（2003年分） 最優秀インストゥルメンタル編曲（ボーカルあり） "Woodstock"（ジョニ・ミッチェル『トラヴェローグ』所収）
- 第49回グラミー賞（2006年分） 最優秀ラージ・ジャズ・アンサンブル・アルバム（ランディ・ブレッカー、マイケル・ブレッカー『サム・スカンク・ファンク』指揮）
- 第50回グラミー賞（2007年分） 最優秀インストゥルメンタル編曲 "In a Silent Way"（ジョー・ザヴィヌル『Brown Street』所収）
- 第53回グラミー賞（2010年分） 最優秀インストゥルメンタル編曲 "Carlos"（『54』所収）
- 第61回グラミー賞（2018年分） 最優秀ジャズ・ボーカル・アルバム（ラウル・ミドン『イフ・ユー・リアリー・ウォント』指揮）